# Kalinovička Ljuta
Ljuta (Kalinovička Ljuta, Dindolka, Repešnica) jest rijeka u Bosni i Hercegovini.
Desna je pritoka Neretve, u njenom gornjem toku (Gornja Neretva). Do ušća u Neretvu istočno od kod Ljubuče teče kanjonskom dolinom koju je usjekla između Visočice na zapadu i Treskavice na istoku s kojih se prema njoj slijevaju brojne rječice i potoci. Duga je 26 kilometara.
Na rijeci Ljutoj planirana je izgradnja devet malih hidroelektrana zbog čega je pokrenuta kampanja Da Ljutu ne naljute koja se zalaže za obustavu svih radova i zaštitu rijeke Ljute i okolice.
Ovu rijeku treba razlikovati od Konjičke Ljute koja je desna pritoka Neretve uzvodno od Konjica.